# Вертикальный взлёт (фильм)
«Вертика́льный взлёт» (англ. Twelve O'Clock High — «12 часов, сверху») — фильм режиссёра Генри Кинга, выпущенный в 1949 году, об американских лётчиках во время Второй мировой войны. Снят по одноимённому роману 1948 года Си Бартлетта и Берна Лэя. В 1998 году фильм был отобран в Национальный реестр фильмов.

## Сюжет
В 1949 году бывший служащий Военно-воздушных сил армии США Харви Стовелл замечает в витрине антикварного магазина знакомый фигурный кувшин; купив его, он на велосипеде приезжает на заброшенный аэродром в Арчбери; действие переносится в 1943 год.
Закончился очередной вылет 918-й группы тяжёлых бомбардировщиков, опять принёсший для неё неутешительные результаты — 5 самолётов сбиты вместе с экипажами, из долетевших обратно — 2 человека убиты, 18 ранены. Сразу приходит новое задание, согласно которому бомбардировку предстоит производить с высоты 2700 м, что в два раза меньше, чем было до того. Полковник Кит Дэвенпорт, возглавляющий группу, отправляется к своему другу, бригадному генералу Фрэнку Сэвиджу, для обсуждения данного вопроса. Генерал отказывается уступать, несмотря на ярую защиту Дэвенпортом интересов своих подчинённых. После непростого разговора Сэвидж отправляется к генерал-майору Патрику Притчарду, чтобы обсудить неудачи 918-й группы. В ходе разговора командующий понимает, что Сэвидж хочет что-то сказать, но не решается. В итоге на прямой вопрос о том, что может служить причиной неудач 918-й группы, Сэвидж отвечает, что видит причину в Ките Дэвенпорте, в его сильной близости и привязанности к своим людям, что не позволяет ему принимать должные решения. Сразу же после этого Притчард и Сэвидж выезжают в Арчбери. Там в беседе с Китом выясняется, что причиной задержки, которая и поставила весь план на грань срыва и привела к гибели нескольких экипажей, стали действия молодого штурмана Циммермана. Попытки Дэвенпорта взять вину на себя ни к чему не приводят; выехав за пределы аэродрома, Сэвидж узнаёт от генерал-майора, что на следующий день он должен принять командование в Арчбери и разобраться с ситуацией. Циммерман совершает самоубийство.
Начав с выговора часовому, не проверившему документы при въезде генерала, Сэвидж с первого же дня меняет привычный для группы режим. На место командующего аэродромом он назначает майора Джо Кобба. Последний заменяет на этом посту генеральского сына и внука полковника Бена Гейтли, отличившегося безалаберным и недостойным поведением, уклонением от полётов; Сэвидж после сурового выговора назначает Гейтли командиром бомбардировщика, которому даёт название «Колония для прокажённых» и который должен стать пристанищем для всех подобных из группы. Большинство недовольны этим; доходит до того, что все пилоты через лейтенанта Бишопа, недавно получившего Медаль Почёта, выражают своё желание перевестись из группы. Сэвидж обращается за помощью к Стовеллу, который занимается всей бумажной волокитой, — он просит задержать бумаги и дать ему хотя бы десять дней для приведения в жизнь своего плана. Бывший адвокат и ветеран Первой мировой доверяется ему и соглашается помочь.
Шаг за шагом претворяя свой план в жизнь, меняя устоявшиеся порядки и взгляды, Сэвидж наконец в один из дней совершает вместе со своей группой вылет на задание; в то время как из-за плохой погоды все остальные группы по приказу Притчарда вернулись обратно, Сэвидж, не обращая внимания на приказ, с 918-й выполнил задание и без единой потери вернулся обратно. Это событие вызвало рост энтузиазма и оптимизма среди экипажей, а также гнев и одновременно благодарность генерал-майора. Однако никто из пилотов так и не отозвал своего заявления о переводе, и в преддверии генеральской проверки, цель которой выяснить причину недовольства экипажей, Сэвидж вызывает к себе Бишопа, пытаясь объяснить юноше, что цель его действий — сделать группу как можно более боеспособной. Это возымело действие — на следующий день все, начиная с Бишопа, забирают свои заявления. Успешные вылеты приводят к желанию всего служащего состава участвовать в них, что вызывает несанкционированные проникновения на борт и участие в боях людей разных специальностей, в том числе падре и старика Стовелла. Однако Сэвидж, узнав об этом, всячески пресекает подобные поступки.
После одного из вылетов генерал в баре узнаёт о травме позвоночника у Бена Гейтли, которую тот получил во время катапультирования и последующего падения в проливе. Скрыв травму, приносящую огромную боль, Гейтли совершил три вылета, пока, выйдя из самолёта, не упал в обморок и не оказался в госпитале. Сэвидж навещает лётчика, и от медсестры последний узнаёт, что он добился признания в глазах генерала.
Однако приходит время для весьма сложного задания — необходимо совершить два вылета для бомбардировки завода по производству шарикоподшипников, находящегося непосредственно на территории Германии. В первый день возглавляет полёт Сэвидж, бомбы сброшены, но на глазах генерала и его людей гибнут шесть экипажей, в том числе и Джо Кобб. Последняя потеря явилась результатом прямого попадания зенитного снаряда и произвела большое впечатление на Сэвиджа. Когда на второй день приходит время садиться в кабину бомбардировщика, генерал переживает боевой шок — не контролируя себя, он пытается остановить вылет. Оказавшийся рядом Гейтли передаёт командира в руки Стовелла и Дэвенпорта и сам садится в кабину лидера, возглавив тем самым полёт. Весь день Сэвидж безмолвно, безо всякого движения сидит в кресле, ожидая возвращения экипажей; лишь узнав о том, что под командованием Гейтли вернулись все бомбардировщики, кроме двух, он приходит в себя и сразу идёт спать.
1949 год. Стовелл, совершив прогулку по аэродрому, уезжает на велосипеде восвояси.

## В ролях
| Актёр           | Роль               |
| --------------- | ------------------ |
| Грегори Пек     | Фрэнк Сэвидж       |
| Гэри Меррилл    | Кит Дэвенпорт      |
| Хью Марлоу      | Бен Гейтли         |
| Дин Джаггер     | Харви Стовелл      |
| Миллард Митчелл | Патрик Притчард    |
| Джон Келлогг    | Джо Кобб           |
| Пол Стюарт      | майор «Док» Кайзер |

## Награды и номинации
| Год  | Премия                              | Категория                         | Имя         | Результат |
| ---- | ----------------------------------- | --------------------------------- | ----------- | --------- |
| 1950 | Оскар                               | Лучшая мужская роль второго плана | Дин Джаггер | Победа    |
| 1950 | Оскар                               | Лучший звук                       |             | Победа    |
| 1950 | Оскар                               | Лучшая мужская роль               | Грегори Пек | Номинация |
| 1950 | Оскар                               | Лучший фильм                      |             | Номинация |
| 1950 | Национальный совет кинокритиков США | Лучшие десять фильмов             |             | Победа    |
| 1950 | New York Film Critics Circle Award  | Лучший актёр                      | Грегори Пек | Победа    |

### Комментарии
1. ↑  Бортстрелки давали целеуказание на атакующие истребители в локальных координатах, связанных с самолётом. В горизонтальной плоскости цель указывалась по аналогии с циферблатом: 12 часов — вперёд по курсу, 6 часов — назад. Термины «high» (сверху, над), «level» (на той же высоте), «low» (снизу, под) определяли в свою очередь вертикальное положение.
2. ↑  Кувшин в виде фигуры Робин Гуда использовался в офицерском баре для негласного указания на то, что на следующий день назначен боевой вылет
3. ↑  Номер группы вымышленный. Прототипом послужили 306-я и 97-я группы 8-й воздушной армии; образ Пэта Причарда основан на биографии командующего 8-й ВА Айры Икера[1]